# Schweizer Meisterschaften im Skilanglauf 2001
Die Schweizer Meisterschaften im Skilanglauf 2001 fanden vom 18. bis zum 21. Januar 2001 in Langis bei Sarnen und am 31. März und 1. April 2001 in Campra statt. Ausgetragen wurden bei den Männern die Distanzen 30 km und 50 km sowie ein Verfolgungsrennen und die 4 × 10 km-Staffel. Bei den Frauen fanden die Distanzen 15 km und 30 km sowie ein Verfolgungsrennen und die 4 × 5 km-Staffel statt. Zudem wurden Sprintrennen ausgetragen. Bei den Männern gewannen Andreas Zihlmann über 30 km und mit der Staffel vom SC Marbach, Reto Burgermeister in der Verfolgung und Patrick Mächler über 50 km. Zudem siegte Markus Hasler im Sprint. Bei den Frauen gewannen Natascia Leonardi Cortesi über 15 km und 30 km, Andrea Senteler in der Verfolgung und im Sprint und die Staffel vom SC Davos.

## Männer

### 30 km klassisch
| Platz | Name                | Verein       | Zeit (std) |
| ----- | ------------------- | ------------ | ---------- |
| 01    | Andreas Zihlmann    | SC Marbach   | 1:31:05,3  |
| 02    | Patrick Rölli       | SC Horw      | 1:31:08,7  |
| 03    | Simon Hallenbarter  | SC Obergoms  | 1:32:36,7  |
| 04    | Christian Schocher  | Grabs        | 1:32:42,9  |
| 05    | Christoph Burkhardt | Bern         | 1:32:44,0  |
| 06    | Christof Schnider   | Flühli       | 1:32:46,3  |
| 07    | Beat Koch           | SC Marbach   | 1:33:46,9  |
| 08    | Christophe Fresard  | Saignelégier | 1:34:49,4  |
| 09    | David Romer         | Mols         | 1:35:23,2  |
| 10    | Simon Dräyer        | Lenk         | 1:35:42,2  |

Datum: Donnerstag, 18. Januar 2001 in Langis bei Sarnen. Zum Auftakt dieser Meisterschaften siegte Andreas Zihlmann mit 3,4 Sekunden Vorsprung auf dem Vorjahressieger Patrick Rölli und holte damit seinen ersten Einzeltitel.

### Sprint Freistil
|   | Name                | Verein                               |
| - | ------------------- | ------------------------------------ |
| 1 | Markus Hasler       | Unterländer Wintersportverein Eschen |
| 2 | Peter von Allmen    | SC Bex                               |
| 3 | Mario Denoth        | Scuol                                |
| 4 | Christoph Eigenmann | Wattwil                              |
| 5 | Reto Burgermeister  | SC am Bachtel                        |
| 6 | Wilhelm Aschwanden  | SC Marbach                           |
| 7 | Gaudenz Flury       | SC Davos                             |
| 8 | Stephane Gay        | Epalinges                            |

Datum: Samstag, 20. Januar 2001 in Langis bei Sarnen.
Es nahmen 42 Läufer teil.

### 10 km Freistil + 10 km klassisch Verfolgung
| Platz | Name               | Verein        | Zeit (min) |
| ----- | ------------------ | ------------- | ---------- |
| 01    | Reto Burgermeister | SC am Bachtel | 46:10,2    |
| 02    | Wilhelm Aschwanden | SC Marbach    | 46:33,5    |
| 03    | Gion-Andrea Bundi  | Haldenstein   | 46:57,2    |
| 04    | Patrick Mächler    | SC Davos      | 47:04,3    |
| 05    | David Romer        | Mols          | 48:00,3    |
| 06    | Andreas Zihlmann   | SC Marbach    | 48:11,0    |
| 07    | Christof Schnider  | Flühli        | 48:35,2    |
| 08    | Dominik Walpen     | SC Ulrichen   | 48:41,9    |
| 09    | Christian Stolz    | Schwarzenburg | 48:45,8    |
| 10    | Dominik Berchtold  | Giswil        | 48:55,3    |

Datum: Sonntag, 21. Januar 2001 in Langis bei Sarnen.
Einzelrennen und Verfolgungsstart fanden am gleichen Tag statt und wurden als ein Rennen gewertet. Der Vorjahressieger Reto Burgermeister, der auch nach dem Einzelrennen führte, gewann mit 23,3 Sekunden Vorsprung auf Wilhelm Aschwanden und Gion-Andrea Bundi.

### 50 km Freistil
| Platz | Name               | Verein        | Zeit (std) |
| ----- | ------------------ | ------------- | ---------- |
| 01    | Patrick Mächler    | SC Davos      | 1:57:34,8  |
| 02    | Gion-Andrea Bundi  | Haldenstein   | 1:57:38,9  |
| 03    | Wilhelm Aschwanden | SC Marbach    | 1:57:40,3  |
| 04    | Stéphane Passeron  | Frankreich    | 1:57:49,0  |
| 05    | Reto Burgermeister | SC am Bachtel | 1:58:54,6  |
| 06    | Christophe Fresard | Saignelégier  | 2:00:37,6  |
| 07    | Beat Koch          | SC Marbach    | 2:01:16,9  |
| 08    | Christian Stolz    | Schwarzenburg | 2:01:25,6  |
| 09    | Gilles Berney      | Epalinges     | 2:02:16,4  |
| 10    | Patrick Rölli      | SC Horw       | 2:02:55,0  |

Datum: Sonntag, 1. April 2001 in Campra.
Patrick Mächler gewann mit 4,1 Sekunden Vorsprung vor Gion-Andrea Bundi und Wilhelm Aschwanden und holte damit seinen ersten Meistertitel.

### 3 × 10 km-Staffel
| Platz | Namen                                          | Verein          | Zeit (std) |
| ----- | ---------------------------------------------- | --------------- | ---------- |
| 01    | Andreas Zihlmann Beat Koch Wilhelm Aschwanden  | SC Marbach      | 1:21:58,0  |
| 02    | Remo Fischer Reto Burgermeister Stephan Kunz   | SC am Bachtel   | 1:22:24,3  |
| 03    | Dominik Walpen Dominik Bertold Patrick Mächler | Grenzwachtkorps | 1:24:38,0  |
| 04    |                                                | Grenzwachtkorps | 1:25:03,9  |
| 05    |                                                | Lischana Scuol  | 1:25:47,0  |

Datum: Samstag, 31. März 2001 in Campra.
Es nahmen 14 Staffeln teil.

## Frauen

### 15 km klassisch
| Platz | Name                      | Verein                | Zeit (min) |
| ----- | ------------------------- | --------------------- | ---------- |
| 01    | Natascia Leonardi Cortesi | Poschiavo             | 50:51,3    |
| 02    | Seraina Mischol           | SC Davos              | 51:08,0    |
| 03    | Andrea Senteler           | Klosters              | 52:34,8    |
| 04    | Patricia Schärrer         | SC Davos              | 53:07,5    |
| 05    | Sybille Schuler           | Schattdorf            | 53:17,4    |
| 06    | Flurina Bott              | Val Müstair           | 54:50,9    |
| 07    | Cornelia Porrini          | Wald ZH               | 54:53,9    |
| 08    | Flurina Bachmann          | SC Bernina Pontresina | 55:15,8    |
| 09    | Seraina Boner             | Klosters              | 55:55,6    |
| 010   | Nathalie Kessler          | SC Galgenen           | 56:12,4    |

Datum: Donnerstag, 18. Januar 2001 in Langis bei Sarnen.
Natascia Leonardi Cortesi siegte mit 16,7 Sekunden Vorsprung auf Seraina Mischol und Andrea Senteler und holte damit ihren dritten Meistertitel.

### Sprint Freistil
| Platz | Name             | Verein                |
| ----- | ---------------- | --------------------- |
| 1     | Andrea Senteler  | Klosters              |
| 2     | Andrea Huber     | La Punt               |
| 3     | Flurina Bachmann | SC Bernina Pontresina |
| 4     | Laurence Rochat  | Le Lieu               |
| 5     | Edwige Capt      | Le Sentier            |
| 6     | Flavia Cathry    | Andermatt             |

Datum: Samstag, 20. Januar 2001 in Langis bei Sarnen.
Es nahmen 16 Läuferinnen teil.

### 5 km Freistil + 5 km klassisch Verfolgung
| Platz | Name                      | Verein                | Zeit (min) |
| ----- | ------------------------- | --------------------- | ---------- |
| 01    | Andrea Senteler           | Klosters              | 26:07,5    |
| 02    | Laurence Rochat           | Le Lieu               | 26:21,0    |
| 03    | Natascia Leonardi Cortesi | Poschiavo             | 26:40,3    |
| 04    | Andrea Huber              | La Punt               | 26:59,0    |
| 05    | Flurina Bachmann          | SC Bernina Pontresina | 27:58,7    |
| 06    | Cornelia Porrini          | Wald ZH               | 29:11,6    |
| 07    | Nathalie Kessler          | SC Galgenen           | 29:34,4    |
| 08    | Sybille Schuler           | Schattdorf            | 29:49,6    |
| 09    | Karin Zeller              | Lenk                  | 30:17,0    |
| 10    | Barbara Heeb              | Flawil                | 30:20,5    |

Datum: Sonntag, 21. Januar 2001 in Langis bei Sarnen.
Einzelrennen und Verfolgungsstart fanden am gleichen Tag statt und wurden als ein Rennen gewertet. Andrea Senteler, die nach dem Einzelrennen Dritte war, gewann mit 13,5 Sekunden Vorsprung auf Laurence Rochat und Natascia Leonardi Cortesi.

### 30 km Freistil
| Platz | Name                      | Verein      | Zeit (std) |
| ----- | ------------------------- | ----------- | ---------- |
| 01    | Natascia Leonardi Cortesi | Poschiavo   | 1:18:38,8  |
| 02    | Andrea Senteler           | Klosters    | 1:21:57,3  |
| 03    | Marianne Vlasveld         | Niederlande | 1:22:29,3  |
| 04    | Nathalie Kessler          | SC Galgenen | 1:23:03,6  |
| 05    | Cornelia Porrini          | Wald ZH     | 1:23:44,0  |
| 06    | Laurence Rochat           | Li Lieu     | 1:24:11,1  |

Datum: Sonntag, 1. April 2001 in Campra. Mit drei Minuten und 18 Sekunden Vorsprung gewann Natascia Leonardi Cortesi vor Andrea Senteler und holte damit ihren vierten Meistertitel.

### 3 × 5 km-Staffel
| Platz | Namen                                          | Verein         | Zeit (min) |
| ----- | ---------------------------------------------- | -------------- | ---------- |
| 01    | Seraina Mischol Patricia Schärrer Saskia Bösch | SC Davos       | 47:56,0    |
| 02    |                                                | SC am Bachtel  | 48:44,0    |
| 03    |                                                | Orient-Sentier | 49:57,9    |

Datum: Samstag, 31. März 2001 in Campra